# Mia Rose (Sängerin)
Mia Rose (* 26. Januar 1988 in Wimbledon Village, London; bürgerlich Maria Antónia Teixeira Rosa) ist eine portugiesische Sängerin, Songwriterin und Musikerin.

## Leben
In ihrer Kindheit modelte Mia Rose für die Agentur „Young faces of London“ bevor sie mit ihrer Familie nach Portugal zog. Außerdem spielte sie in ihrer Jugend in vielen Theaterstücken mit und trat im Rahmen von Konzerten vor bis zu über 800 Zuschauern auf.
Bekannt wurde sie durch das Videoportal YouTube, wo sie unter dem Benutzernamen miaarose selbst erstellte Videos ihrer Gesangeskünste veröffentlicht. Im Februar 2008 besaß sie mit mehr als 100.000 Abonnenten den zweitmeistabonnierten Musik-Channel und den siebt meist abonnierten Channel insgesamt in der Geschichte von YouTube. Mittlerweile hat sie über 350.000 Abonnenten. Durch ihren Erfolg auf YouTube wurden auch die Medien auf Mia Rose aufmerksam. So berichteten Rolling Stone, The Sun und The Age über sie.
Am 4. April 2007 nahm Ryan Leslie sie bei der Plattenfirma NextSelection Lifestyle Group unter Vertrag, zu welcher auch Cassie gehört. Mit Hold Me Now hat Mia Rose dort auch ihren ersten eigenen Song aufgenommen.

## Diskografie
Alben
- Tudo Pra Dar (2017)